# Wishram
Wishram és una concentració de població designada pel cens dels Estats Units a la riba nord del riu Colúmbia, a l'estat de Washington. Segons el cens del 2000 tenia 213 habitants.

## Demografia
Segons el cens del 2000, Wishram tenia 213 habitants, 122 habitatges, i 89 famílies. La densitat de població era de 98,5 habitants per km².
Dels 122 habitatges en un 21,7% hi vivien nens de menys de 18 anys, en un 40,1% hi vivien parelles casades, en un 13,2% dones solteres, i en un 41,4% no eren unitats familiars. En el 36,8% dels habitatges hi vivien persones soles el 16,4% de les quals corresponia a persones de 65 anys o més que vivien soles. El nombre mitjà de persones vivint en cada habitatge era de 2,13 i el nombre mitjà de persones que vivien en cada família era de 2,74.
Per edats la població es repartia de la següent manera: un 25% tenia menys de 18 anys, un 5,2% entre 18 i 24, un 25% entre 25 i 44, un 25,3% de 45 a 60 i un 19,4% 65 anys o més.
L'edat mediana era de 41 anys. Per cada 100 dones de 18 o més anys hi havia 99,2 homes.
La renda mediana per habitatge era de 26.667 $ i la renda mediana per família de 23.750 $. Els homes tenien una renda mediana de 31.042 $ mentre que les dones 23.229 $. La renda per capita de la població era de 15.414 $. Aproximadament el 27,7% de les famílies i el 26,3% de la població estaven per davall del llindar de pobresa.

## Poblacions més properes
El següent diagrama mostra les poblacions més properes.